# Michael Kamen
Michael Arnold Kamen (Nova York, 15 d'abril de 1948 - Londres, 18 de novembre de 2003) fou un compositor de música orquestral estatunidenc. El segon de quatre fills. El seu pare, Saul Kamen, era dentista, i la seva mare, Helen, era mestra. Era d'herència jueva.

## Sinopsi biogràfica
Va estudiar a la prestigiosa escola de música Juilliard School a Nova York, on va aprendre a tocar l'oboè. Ràpidament va esdevenir director d'orquestra i és un dels músics que millor ha aconseguit maridar la música clàssica i el rock.
Va col·laborar amb Pink Floyd a l'àlbum The Wall, també amb Sting, Eric Clapton, David Bowie, Kate Bush, Bryan Adams, Queen i encara amb Lenny Kravitz (Fields Of Joy).
També ha compost nombroses bandes sonores originals com Arma letal, Brazil o de sèries com Band of Brothers.
El 1991 treballava amb Metallica al Black Album (Nothin else matters) i el 1999 va fer algun concert simfònic que va donar lloc a l'àlbum S&M.
Michel Kamen va ser nominat dues vegades a l'Òscar per a la millor banda sonora i va guanyar 4 Grammy, 2 Globus d'Or, 2 Ivor Novello Awards, 1 Annie i un Emmy.
Va patir una esclerosi i va morir d'una crisi cardíaca al seu pis de Londres, deixant una vídua, Sandra Keenan-Kamen i dues filles, Sasha i Zoé.

## Joventut
Mentre assistia a la "High School of Music & Art" de la ciutat de Nova York, Kamen es va fer amic de Martin Fulterman (més tard conegut com Mark Snow), que va compondre el tema musical de The X-Files, entre altres projectes. Mentre estudiava l'oboè, Kamen va formar una banda de fusió de rock clàssic anomenada New York Rock & Roll Ensemble, juntament amb els seus companys de classe Fulterman i Dorian Rudnytsky, juntament amb Clifton Nivison i Brian Corrigan de Toms River, Nova Jersey. El grup va publicar cinc àlbums de 1968 a 1972 (Autotitulat, Reflections, Faithful Friends, Roll Over i Freedomburger). El grup va actuar amb corbata blanca (no esmòquing), com solen portar els músics clàssics. A la meitat del concert, Fulterman i Kamen tocarien un duet d'oboè. El grup va donar suport a l'amic i company de classe Janis Ian en un concert a l'Alice Tully Hall a finals de 1967.
Després de graduar-se a l'escola secundària, Kamen va assistir a la Juilliard School, a Manhattan, Nova York.
Els primers treballs de Kamen es van concentrar en els ballets abans d'estendre's a Hollywood amb la partitura de "The Next Man" el 1976, i després a l'arranjament de pop i rock, col·laborant amb Pink Floyd en el seu àlbum The Wall.

## Carrera en música popular
Kamen es va convertir en un arranjador molt sol·licitat en els àmbits de la música pop i rock. Entre els seus contemporanis en aquest camp hi havia la guanyadora de l'Oscar Anne Dudley, Richard Niles i Nick Ingman.
Els seus èxits inclouen el seu treball amb Pink Floyd, David Gilmour i Roger Waters (és una de les poques persones convidades a treballar tant amb antics membres de Pink Floyd, fins i tot després de la seva acrita separació), com amb Queen (orquestració a " Who Wants to Live Forever"), Eric Clapton (a Edge of Darkness), Roger Daltrey, Aerosmith (versió orquestral en directe de "Dream On" per a MTV), Kiss, Tom Petty, Bon Jovi, David Bowie, Bryan Ferry, Eurythmics, Queensrÿche, Rush, Metallica (a la cançó "Nothing Else Matters" i al seu àlbum en directe, S&M), Def Leppard, Herbie Hancock, Tim Curry, The Cranberries, Bryan Adams, Jim Croce, Coldplay, Sting, Guns N' Roses (a la seva interpretació de "November Rain" als MTV Video Music Awards) i Kate Bush. Per a Bush, Kamen va oferir un suport orquestral per a "Moments of Pleasure" de l'àlbum The Red Shoes, basant-se substancialment en un tema de piano senzill que Bush havia compost. En aquest cas i en molts altres, va dirigir personalment l'orquestra per a l'enregistrament. El 1984, dos anys després de traslladar-se a Londres, Kamen també havia augmentat l'efecte d'un enregistrament pop per a "Here Comes the Rain Again" dels Eurythmics, que es basava tant en les seves habilitats compositives com en els seus talents d'arranjament.
El 1990, Kamen es va unir a molts altres convidats per a l'actuació de Roger Waters de The Wall a Berlín, i va dirigir l'Orquestra Filharmònica Nacional durant les sessions de 24 Nits amb Eric Clapton l'any següent.
Lenny Kravitz va gravar una versió de "Fields of Joy", una cançó coescrita per Kamen i Hal Fredricks, al seu CD de 1991 Mama Said.
L'any 2002, Kamen va participar en el Concert per a George com a director de corda.
Kamen va tenir una associació reeixida amb Bryan Adams i "Mutt" Lange component partitures i cançons. La balada "(Everything I Do) I Do It for You" per a la pel·lícula de 1991 "Robin Hood: Prince of Thieves" (Robin Hood: Príncep dels lladres) va ser la cançó número u d'aquell any a tot el món. Altres cançons van ser "All for Love" per a la pel·lícula Els tres mosqueters el 1993 i "Have You Ever Really Loved a Woman?" la cançó de la pel·lícula Don Juan DeMarco, l'any 1994.

## Carrera cinematogràfica i televisiva
Kamen va escriure onze ballets, un concert per a saxo i un concert per a guitarra elèctrica (amb el guitarrista japonès Tomoyasu Hotei com a solista, encara que originalment interpretat per Eric Clapton). A més, va escriure una obra per encàrrec, "Quintet", per a Canadian Brass. També va proporcionar partitures per a les pel·lícules "The Dead Zone" (La zona morta), "For Queen and Country" (Per la reina i per la pàtria), "Polyester", "Brazil" (Brazil (pel·lícula)), "Someone To Watch Over Me" (L'ombra del testimoni), "The Adventures of Baron Munchausen" (Les aventures del baró Munchausen), "The Three Mosketeers", "Highlander" (Els immortals), "X-Men" (X-Men), "Robin Hood: Prince of Thieves" (Robin Hood: Príncep dels lladres), "License to Kill" (Llicència per matar), la sèrie "Lethal Weapon" (Arma letal), les tres primeres pel·lícules de la sèrie "Die Hard", "Mr. Holland's Opus" (La simfonia del professor Holland), The Iron Giant ("El gegant de ferro"), "Splitting Heirs", Frequency i moltes altres. També va gravar les sèries From the Earth to the Moon i Band of Brothers a HBO. El tràiler de l'estrena del 2007 Bee Movie, el llançament del 2008 Nim's Island, el llançament del 2008 WALL-E i el llançament del 2014 Mr. Peabody & Sherman presentaven "Central Services / The Office" de Kamen de la seva partitura a Brasil (1985).
A la televisió, Kamen va compondre música per a dues sèries de "The Manageress" produïdes per Glenn Wilhide, a Zed Productions per a Channel 4, i la sèrie d'entrevistes de Joan Bakewell Memento el 1993, també a Zed Productions per a Channel 4, però potser el seu treball més conegut va ser a la televisió. 1985 Serial de la BBC Television "Edge of Darkness", en el qual va col·laborar amb Eric Clapton per escriure la partitura. La parella va ser guardonada amb un premi de televisió de l'Acadèmia Britànica a la millor música de televisió original pel seu treball i va interpretar el tema principal de la pel·lícula amb la "National Philharmonic Orchestra" al Royal Albert Hall de Londres el 1990 i el 1991. El 1994, Kamen va dirigir una orquestració del "Who's music" per a la sèrie de concerts del 50è aniversari de Roger Daltrey titulada "A Celebration: The Music of Pete Townshend and The Who", que es va publicar posteriorment en CD i DVD.
Kamen va ser nominat a dos premis dels Oscar i va guanyar tres premis Grammy, dos Globus d'Or, dos premis Ivor Novello, un premi Annie i un Emmy.

## Anys posteriors
La seva implicació amb "Mr. Holland's Opus" (La simfonia del professor Holland), una pel·lícula sobre un compositor frustrat que troba la realització com a professor de música de secundària, va portar a Kamen a crear The Mr. Holland's Opus Foundation el 1996. La fundació dona suport a l'educació musical mitjançant la donació de música nova i renovada. instruments per a programes de música escolars i comunitaris desatesos i estudiants individuals dels Estats Units. L'any 2005 la fundació va crear un fons d'emergència per a escoles i estudiants afectats per l'huracà Katrina.
El 1998, Kamen va compondre i va dirigir la banda sonora de "What Dreams May Come" (Més enllà dels somnis). Produïda per James Seymour Brett, la partitura va ser inicialment composta per Ennio Morricone. El compositor italià inicialment havia completat i gravat una partitura completa per a la pel·lícula, però, després de fer-hi canvis editorials, la seva partitura va ser rebutjada i Kamen va ser contractat al seu lloc. Amb poc temps, Kamen va agafar la cançó "Beside You" de l'àlbum "Roll Over" del seu "New York Rock Ensemble" i la va adaptar com el tema musical principal de la pel·lícula.
Entre el 21 i el 22 d'abril de 1999, Kamen va treballar amb la banda de heavy metal Metallica, juntament amb l'Orquestra Simfònica de San Francisco, per gravar un concert de dos dies que es va celebrar al "Berkeley Community Theatre de Berkeley", Califòrnia. L'actuació del concert, titulada S&M de Metallica, que és l'acrònim de "Symphony and Metallica", que fa referència a la col·laboració dels dos artistes, es va estrenar el 23 de novembre de 1999 en formats CD, DVD i VHS, debutant al número 2 del el Billboard 200, aconseguint posteriorment l'estatus de multi-platí el 2001. Més tard aquell any, Kamen i Metallica van guanyar un premi Grammy a la millor interpretació instrumental de rock per la cançó S&M titulada "The Call Of Ktulu".
El 2001 i el 2002, Kamen va actuar amb David Gilmour als espectacles semi-unplugged de Gilmour al "Royal Festival Hall", tocant el piano i el cor anglès. El concert del 2001 i els moments més destacats del 2002 es van publicar en DVD com David Gilmour in Concert.
El 2002, Kamen, juntament amb Julian Lloyd Webber, Dame Evelyn Glennie i Sir James Galway, van posar en marxa el "Music Education Consortium" al Regne Unit. Els esforços del consorci van portar a la injecció de 332 milions de lliures per a l'educació musical al Regne Unit. També va rebre l'encàrrec d'escriure una peça per a les cerimònies d'obertura dels Jocs Olímpics d'hivern a Salt Lake City.
El seu darrer treball gravat va aparèixer a l'àlbum "Room Service" de Bryan Adams on va tocar l'oboè i va escriure l'orquestració de "I Was Only Dreamin'". Kamen també havia completat les llistes d'acompanyament de dues cançons de l'àlbum Aerial de Kate Bush, que es va publicar l'abril de 2005.

## Salut i mort
A Kamen se li va diagnosticar esclerosi múltiple l'any 1997. Va morir a Londres, Anglaterra, d'un atac cardíac el 18 de novembre de 2003, als 55 anys.

## Llegat
El 2004, quan Annie Lennox va acceptar el premi de l'Oscar a la millor cançó original (per "Into the West" de The Lord of the Rings: The Return of the King), va dedicar el seu èxit a la memòria de Kamen.
Les pel·lícules de 2004 Boo, Zino & the Snurks (també conegudes com Back to Gaya) i First Daughter, en què Kamen estava treballant en el moment de la seva mort, estaven dedicades a la seva memòria.
L'àlbum "On an Island" de David Gilmour del 2006 va ser dedicat a la memòria de Kamen i el director de Pink Floyd Steve O'Rourke.

## Composicions
A continuació hi ha una llista amb les pel·lícules en què ha participat com a compositor de la banda sonora (entre parèntesis la data d'estrena de la pel·lícula).
- Pink Floyd The Wall (1982).
- La zona morta (1983).
- Brazil (1985).
- Els immortals (Highlander) (1986).
- Acció Jackson (Action Jackson) (1988).
- For Queen and Country (1988).
- Die Hard (1988).
- Les aventures del baró Munchausen (1988).
- Els Contes de la cripta (1989).
- Llicència per matar (1989), pertanyent a la sèrie de pel·lícules de James Bond.
- Arma letal 2 (1989).
- Die Hard 2 (1990).
- The Krays (1990).
- Cold Dog Soup (1990).
- Nothing But Trouble (1991).
- Hudson Hawk (1991).
- Robin Hood: príncep dels lladres (1991).
- Company Business (1991).
- Let Him Have It (1991).
- The Last Boy Scout (1991).
- Two-Fisted Tales (1991).
- Michael Kamen: Concert for Saxophone (1991).
- Eric Clapton: 24 Nights (1991).
- Shining Through (1992).
- Arma letal 3 (1992).
- Blue Ice (1992).
- Amazing Stories: Book Four (1992).
- Splitting Heirs (1993).
- Last Action Hero (1993).
- Celeste, siempre Celeste (1993).
- Wilder Napalm (1993).
- Els tres mosqueters (The Three Musketeers) (1993).
- Sauvez Willy (1994).
- Circle of Friends (1995).
- Don Juan DeMarco (1995).
- La jungla de cristall 3 (1995).
- The First 100 Years: A Celebration of American Movies (1995).
- Stonewall (1995).
- La simfonia del professor Holland (Mr. Holland's Opus) (1995).
- Jack (1996).
- 101 Dalmatians (1996).
- Eric Clapton: Live in Hyde Park (1997).
- Inventing the Abbotts (1997).
- The Heart Surgeon (1997).
- Remember Me? (1997).
- Event Horizon (1997).
- El convidat d'hivern (The Winter Guest) (1997).
- De la Terra a la lluna (1998).
- Por i fàstic a Las Vegas (Fear and Loathing in Las Vegas) (1998).
- Arma letal 4 (1998).
- What Dreams May Come (1998).
- El gegant de ferro (1999).
- S & M: Metallica with Michael Kamen Conducting the San Francisco Symphony Orchestra (1999).
- Frequency (2000).
- X-Men (2000).
- Open Range (2004).
- Against the Ropes (2004).
- First Daughter (2005).
- Back to Gaya (2005).

## Pel·lícula dedicada
El film de Forest Whitaker, First Daughter, li va ser dedicada.

## Obres de concert
- Concert per a saxo (1990)
- 24 nits (1991)
- En viu a Hyde Park (1997)
- Concert per a guitarra (amb Tomoyasu Hotei) (1998)
- S&M (1999) amb Metallica
- La lluna nova als braços de la lluna vella (2001)
- Quintet (Canadian Brass) (2002)